# Waltenschwil
Waltenschwil is een gemeente en plaats in het Zwitserse kanton Aargau en maakt deel uit van het district Muri.
Waltenschwil telt 2.604 inwoners, inclusief het dorp Büelisacher.

## Geografie

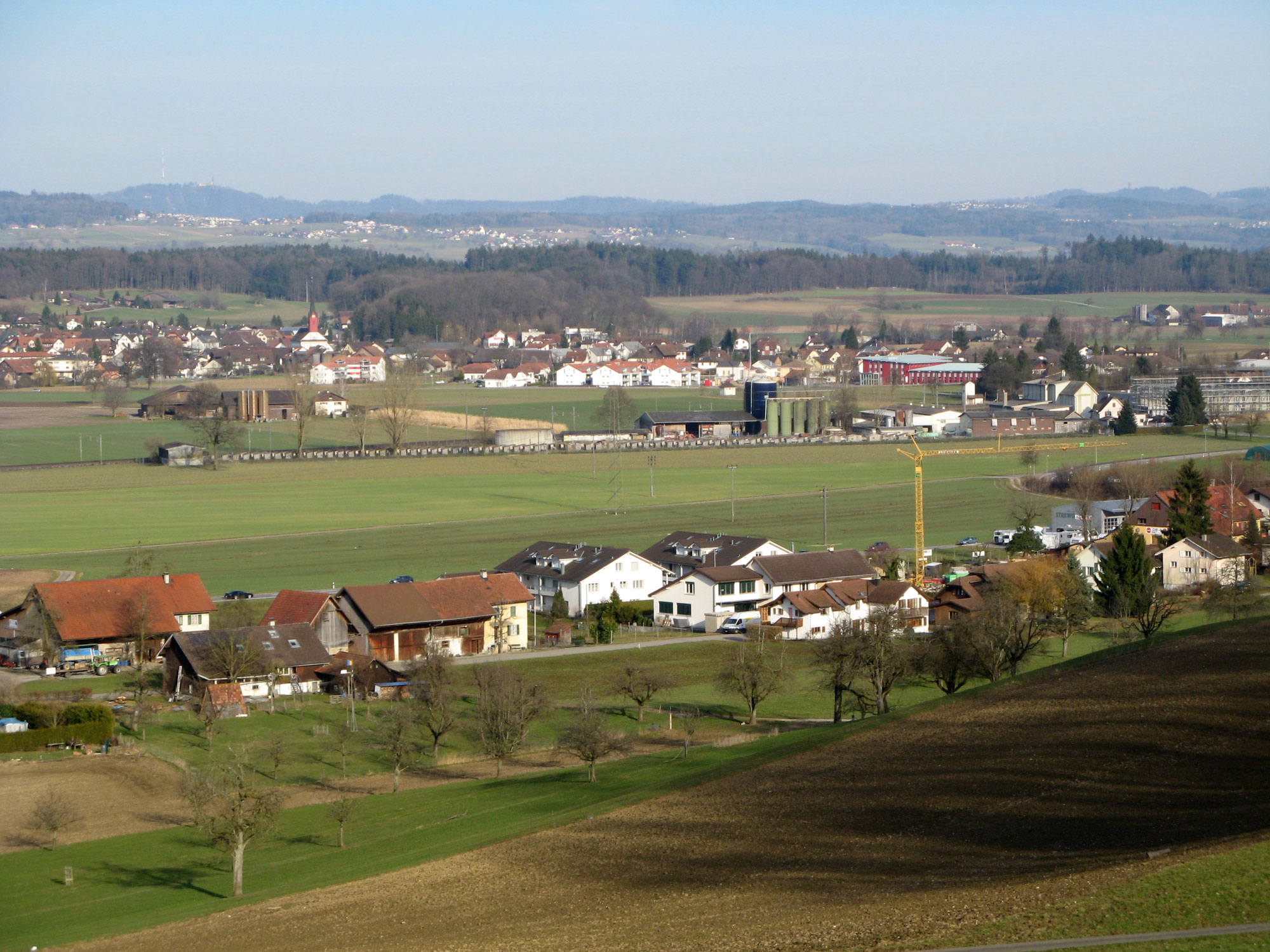
Zicht over Waltenschwil, met Büelisacher op de voorgrond

De plaats Waltenschwil ligt aan de oostelijke kant van het dal van de Bünz, aan de voet van de Buneggli. Dit is een 25m hoge morenenheuvel in een overigens volledig vlak landschap. Achter deze heuvel ontstond aan het einde van de Würm-ijstijd een ondiep meer dat geleidelijk tot een moeras verlandde. Dat werd dan weer begin 20e eeuw drooggelegd.
De Bünz stroomt in noordwestelijke richting en is over zijn ganse lengte gekanaliseerd.